# Selbstmarketing
Als Selbstmarketing, Self Marketing oder Ego-Marketing werden alle Ansätze der systematischen und bewussten Selbstvermarktung bezeichnet. Dies erfolgt durch die Übertragung der Erkenntnisse des Marketing für Produkte oder Dienstleistungen auf die eigene Person. Abgegrenzt werden muss dieses von der Öffentlichkeitsarbeit, da letztere sich ausschließlich auf Unternehmenswerte bezieht.

## Mensch als Marke
Ziel des Selbstmarketing ist, die eigene Person als Markenpersönlichkeit zu etablieren, denn was in der Produktwerbung die Marken erfolgreich macht, kann auch zur Profilierung der eigenen Person dienen.
Anliegen des Selbstmarketing ist nicht das künstliche Verstellen, sondern die bewusste Betonung der eigenen Stärken. Jede Person steht in ihrem sozialen Umfeld für eine Eigenschaft, eine Fähigkeit und das damit verbundene Wissen. Dieses gilt es, im Rahmen des Selbstmarketing herauszuarbeiten und bewusster (als bisher) zu unterstreichen.

## Begriffsentwicklung
Mit steigender Fragmentierung der Gesellschaft in den 1980er und 1990er Jahren wurde der Selbstmarketing-Begriff in Anlehnung an die Markentechnik bzw. das Branding im Rahmen des Marketing zunehmend genutzt, denn eine Marke schafft Vertrauen und Differenzierung zugleich: Durch Marken erfolgt eine Orientierung im Angebot.
Die Wurzeln des Selbstmarketing sind in früheren Zeiträumen zu finden:
- So war Dale Carnegie mit seinen Trainings bereits um die Wende zum 20. Jahrhundert aktiv.
- Adolph Freiherr Knigge reflektierte seine Fähigkeiten und die daraus gewonnenen Erkenntnisse in seinem Buch Über den Umgang mit Menschen. Er setzte seine Fähigkeit, Personen zu vernetzen, zielgerichtet im Rahmen seiner Vereinsaktivitäten ein.

## Elemente
Elemente des Selbstmarketing sind alle Zeichen, die den Wiedererkennungswert erhöhen und eine Kontinuität in der Persönlichkeit unterstreichen. Dazu gehören:
- wiedererkennbare Stilelemente im Schriftverkehr (etwa Grußformeln wie mit sonnigen Grüßen, freundliche Grüße aus dem bergischen … usw. – Die wohl bekannteste Grußformel schaffte Adolph Freiherr Knigge mit Alles wird gut, die er stets unter seine persönliche Korrespondenz setzte), Farben und Formen, Accessoires (beispielsweise markante Brillen), Umgangsformen, Gestik, Mimik
- Spuren in der Öffentlichkeit (heute insbesondere auch im Internet)

Die Kommunikation im Sinne der persönlichen Kommunikationspolitik hat eine besondere Bedeutung für das Selbstmarketing: durch Netzwerke an Privat- und Geschäftskontakten können Multiplikatoren gewonnen werden, welche die einzigartigen Eigenschaften der Person erkennen und weitertragen.

## Online-Reputationsmanagement (ORM)
Mittlerweile haben sich Dienstleister und Dienstleistungen rund um das Thema Online-Reputation etabliert. Diese bieten Privatpersonen die manuelle oder automatisierte Überwachung des Internets sowie das Löschen von negativen Webeinträgen an, wodurch das eigene Bild im Netz aktiv beeinflusst werden kann. Ein professionelles Online-Reputationsmanagement sollte aus präventiven Maßnahmen bestehen, um Reputationsprobleme von vorneherein vermeiden zu können. Zudem ist zu beachten, dass es sich beim Online-Reputationsmanagement nicht um Stimmungsmache, sondern um Meinungsbildung handelt. Dies wird durch das Schaffen eines stichhaltigen Fundamentes, angepasst auf die neuen Medien, erreicht.
Durch die Entwicklungen der sozialen Netzwerke im Internet geben vor allem unerfahrene Internetnutzer viele Informationen von sich in vermeintlich „privaten“ Runden im Internet preis. Dadurch wird das Managen der eigenen Online-Reputation nicht nur für bekannte Persönlichkeiten relevant, sondern unter anderem auch für Menschen in Bewerbungssituationen.
Einer Studie des Bundesverbands Deutscher Unternehmensberater von 2007 zufolge überprüfen ca. ein Drittel aller Personaler die Spuren eines Bewerbers im Internet. Trotzdem kümmert sich laut aktuellen Studien der Großteil der Internet-Nutzer noch nicht um den eigenen Ruf im Internet. Laut einer Umfrage der Personensuchmaschine Yasni aus dem Jahr 2009 betreiben etwa 40 Prozent der deutschsprachigen Internet-Nutzer aktives Selbstmarketing.